# Megalopyge urens
Megalopyge urens es una polilla de la familia Megalopygidae. Fue descrita por Carlos Berg en 1882. Se encuentra en Brasil y otros países.